# Пресман, Александр Залманович
Алекса́ндр За́лманович Пре́сман (род. 14 октября 1964) — белорусский, позже голландский шашечный деятель, спортсмен, шашечный композитор.
Воспитанник школы Михаила Каца. Международный гроссмейстер.
Чемпион БССР по шашкам-100 1986 года, неоднократный призёр Кубков СССР по шашкам, член сборной СССР по международным шашкам.
Победитель и призер ряда крупных международных турниров.

Чемпион Всемирной шашечной олимпиады (1992) в команде Беларуси (Гантварг, Пресман, Ватутин).
В 1997 году в связи с болезнью сына переехал в Голландию и завершил профессиональную спортивную карьеру.
Вебмастер Всемирной федерации шашек, создатель сервиса шашечных диаграмм.
Организатор традиционного международного турнира «Salou Open».
Член (с 17 августа 1986 года) символического клуба победителей чемпионов мира Роба Клерка.

## Семья
Супруга — Алла Аграновская